# IC 3436
IC 3436 је лентикуларна галаксија у сазвјежђу Береникина коса која се налази на листи објеката дубоког неба у Индекс каталогу.
Деклинација објекта је + 19° 40' 25" а ректасцензија 12h 30m 29,9s. Привидна величина (магнитуда) објекта IC 3436 износи 13,7 а фотографска магнитуда 14,7. IC 3436 је још познат и под ознакама MCG 3-32-52, CGCG 99-71, KARA 531, NPM1G +19.0320, PGC 41323.